# 印度共產主義組織（馬列）
印度共产主义组织（马列）（英語：Communist Organisation of India (Marxist–Leninist)）是印度的一个政治组织。于1985年5月通过合并六个不同的团体而成立：
- 共产主义革命者全印协调委员会，由卡努·桑亚尔领导
- Communist Party of India (Marxist-Leninist) Kaimur Range led by Ravi Shankar.
- Central Organising Committee, Communist Party of India (Marxist–Leninist) led by Umadhar Singh
- 印度共产主义革命者团结中心（马列）Subodh Mitra派
- Indian Communist Party led by U. Krishnappa
- Liberation Front led by Sabuj Sen[1]

卡努·桑亚尔被选为总书记。 印共组（马列）参加选举。
2003年与印度共产党（马列）团结倡议合并为印度共产党（马列）阶级斗争。
印共组（马列）认为印度是多民族国家，其中有些民族主宰政府，压制较不发达的民族。该组织支持查谟-克什米尔邦、那加兰邦和米佐拉姆邦的自决权。